# Meadow Quartet
Meadow Quartet – polski zespół muzyczny, założony w 2009 w Gdańsku przez klarnecistę i kompozytora Marcina Malinowskiego.
Meadow Quartet to próba stworzenia płaszczyzny dla ścierających się wpływów: współczesnej kameralistyki, jazzu, muzyki improwizowanej, muzyki filmowej oraz fundamentalnego spoiwa – tradycyjnej muzyki żydowskiej.
Zespół jest laureatem II nagrody XVI Festiwalu Folkowego Polskiego Radia Nowa Tradycja 2013. W lutym 2012 miał premierę debiutancki album zespołu pod tytułem Unexpected. Druga płyta, The Erstwhile Heroes, z litewskim perkusjonistą Tomasem Dobrovolskisem, ukazała się w lipcu 2013. Przez Gazetę Wyborczą została określona, jako jedna z najciekawszych premier 2013 roku w Polsce. 
W 2015 do współpracy zespół zaprosił niemieckiego perkusistę Klausa Kugla. Owocem ich kooperacji jest płyta David & Goliath z zapisem koncertu, który odbył się 10 kwietnia 2015 w Ratuszu Staromiejskim w Gdańsku.  

## Skład zespołu
- Marcin Malinowski – klarnet, klarnet basowy
- Michał Piwowarczyk – altówka
- Piotr Skowroński – akordeon
- Jarosław Stokowski – kontrabas

## Dyskografia
- Unexpected (2012)[2]
- The Erstwhile Heroes (2013)[3]
- David & Goliath (2015)[4]